# Daniel Santacruz
Pour les articles homonymes, voir Santacruz (homonymie).
Daniel Santacruz, né le 23 novembre 1976 est un auteur-compositeur-interprète, compositeur et producteur de musique (bachata principalement), né aux États-Unis dans le New Jersey.

## Carrière
Il a grandi (et vit encore) en République dominicaine.
Il a remporté et a été plusieurs fois nommé à des prix, dont 3 nominations aux Latin Grammy Awards.
En 1996, il entame sa carrière dans plusieurs groupes dominicains, le plus souvent en tant que musicien de studio ou choriste.
En 2000, il intègre la chorale d'église que dirige Juan Luis Guerra.
En 2003, il sort son premier album Por un beso, nommé en tant que meilleure révélation pour la récompense musicale Premio Lo Nuestro.
De 2004 à 2007, il se met à composer et à produire pour d'autres artistes.
En 2008, il sort son second album Radio Rompecorazones qui est nommé dans la catégorie « musique tropicale » en tant que meilleur album en 2009 aux Latin Grammy Awards, tandis que le single Adónde va el amor? est nommée en tant que meilleure chanson dans cette même catégorie.
Sorti en 2011, l'album Bachata Stereo est lui aussi nommé dans la catégorie « musique tropicale » en tant que meilleur album.
En 2014, il sort le titre de kizomba Lento, et tourne le clip avec la danseuse espagnole Sara Lopez.

## Compositeur
Daniel Santacruz a composé plusieurs tubes pour Prince Royce (Incondicional, Culpa al corazón), Hector Acosta « El Torito » (Tu veneno, Aprenderé', No moriré), Toby Love (Lejos), Reik (Me duele amarte), Monchy y Alexandra (Perdidos, No es una novela), Leslie Grace, Charlie Cruz, José Feliciano, Milly Quezada, Andy Andy, etc.
Plusieurs de ses tubes ont été récompensés, notamment aux ASCAP awards, Billboard Music Awards, Premio Lo Nuestro (Perdidos, No Es Una Novela du duo de bachata dominicain Monchy y Alexandra), et Me Duele Amarte du groupe mexicain Reik).
Culpa al corazón, co-composée avec Prince Royce, s'est classée au sommet des charts.

## Discographie

### Participations
- Luciana Abreu (featuring Daniel Santacruz) - Tu e Eu
- Dani J feat. Daniel Santacruz -  Contando Minutos (2017)
- SP Polanco ft. Daniel Santacruz - Baile Asesino (2019)